# Il segreto di Mayerling
Il segreto di Mayerling (Le secret de Mayerling) è un film del 1949 diretto da Jean Delannoy.
Il film è incentrato sui fatti di Mayerling, ovvero su di una serie di eventi che condussero alla morte di Rodolfo d'Asburgo-Lorena e della sua giovane amante Maria Vetsera.